# Lyndhurst (Nowa Południowa Walia)
Lyndhurst – miasto w Australii, w stanie Nowa Południowa Walia.